# Corporate Design

Werbeartikel Porsche Stuttgart – Limited Edition

Der Begriff Corporate Design ([ˈkɔːpəɹɪt di'zaɪ̯n], CD) bzw. Unternehmens-Erscheinungsbild bezeichnet einen Teilbereich der Unternehmens-Identität (corporate identity) und beinhaltet das gesamte, einheitliche Erscheinungsbild eines Unternehmens oder einer Organisation. Dazu gehören vorrangig die Gestaltung der Kommunikationsmittel (Wortzeichen = Firmenschriftzug | Bildzeichen = Firmensignet | Wort-Bild-Zeichen = kombiniertes Firmensignet), aber auch die Gestaltung der Geschäftspapiere, Werbemittel, Verpackungen, Internetauftritte und die Produktgestaltung. Ebenso kann das gemeinsame Design für die Berufskleidung in das voll integrierte Erscheinungsbild einbezogen werden. Der oft fälschlich synonym verwandte Begriff Logo bezeichnet jedoch nur ein Element des Corporate Design und ist daher ungeeignet, um das „Konzept eines einheitlichen und umfassenden Firmen-Erscheinungsbilds“ zu beschreiben. Mit Corporate Design ist für ein Unternehmen ein geeignetes Zeichensystem festgelegt, das eingesetzt werden kann, um ein einheitliches und positives Bild des Unternehmens in der Öffentlichkeit sowie eine große Bekanntheit desselben zu erreichen und zu erhalten (Wiedererkennungswert, Markenbekanntheit).

## Inhalte
Die Gesichtspunkte des einheitlichen Erscheinungsbildes sind auch bei Veröffentlichungen im Internet zu beachten. Wichtig ist für die dauerhafte Wiedererkennung dabei, dass das CD auch bei Relaunches von Webpräsenzen beachtet wird. Das bedeutet, dass bei der Überarbeitung von Webseiten die Werbekonstanten auch konstant bleiben und demzufolge Firmenfarben, Schrift, Grundmotiv und andere eingesetzte Mittel beibehalten werden.
Das Corporate Design findet oft auch bei den internen Kommunikationsmitteln Verwendung, damit auch Angestellte sich mit der Firma identifizieren und das Image des Unternehmens nach außen tragen.

## Grundsätze
Ein wichtiger Grundsatz des Corporate Designs – wie des industriellen Designs allgemein – ist die Regel Form folgt Funktion. Neben der Wiedererkennbarkeit muss der praktische Nutzen gewährleistet sein. Eine Hausschrift sollte nicht nur wiedererkennbar, sondern auch gut lesbar sein. Zudem sollte sie keine zusätzlichen Probleme schaffen – etwa im Layout oder Übersetzungsworkflow oder bei der Weitergabe an Kunden. Das Corporate Design stellt eine Leitlinie dar, mit der im Rahmen der Unternehmenskommunikation ein einheitliches Auftreten gewährleistet werden soll. Hier muss wie bei allen Unternehmensentscheidungen die Bedeutung und Wichtung sorgfältig abgewogen werden.

## Umsetzung

### Vorgehen und Ziele
Um eine möglichst effiziente Implementierung eines Corporate Designs gewährleisten zu können, werden die einzelnen visuellen Basiselemente sowie exemplarische Anwendungen in Form eines Corporate-Design-Handbuchs dokumentiert und den Nutzern (wie Mitarbeitern, Partnern, Druckereien, Werbeagenturen) zur Verfügung gestellt. Dabei sollte der Leitliniencharakter im Vordergrund stehen (Beispiel: Coca-Cola-Flasche – im Laufe der Jahrzehnte deutliche Veränderungen bei bleibender Wiedererkennung).
Die Gestaltung aller Elemente des Corporate Design geschieht unter einheitlichen Gesichtspunkten (Werbekonstanten), um bei jedem Kontakt einen Wiedererkennungseffekt zu erreichen. Das bedeutet zumeist, dass die Firmenfarben, ebenso wie das Firmenlogo oder ein anderes (beispielsweise geometrisches) Grundmotiv sich auf allen Kommunikationsmitteln befinden (meist auch an ähnlicher Position und in ähnlicher Anordnung). Ebenfalls Bestandteil des Corporate Designs kann eine konsequent verwendete Schriftart (Hausschrift) sein. Zusammen soll alles zu einem visuellen Zusammenhang des jeweiligen Unternehmens führen.

### Elemente
Das Corporate Design setzt sich aus unterschiedlichen Elementen zusammen. Hierzu zählen:
- Ein aussagekräftiges und passendes Logo mit hohem Wiedererkennungswert bildet meist die Grundlage des visuellen Erscheinungsbildes. Es besteht in der Regel aus einem Schriftzug (Typogramm, Wortmarke) sowie einem Bild oder Symbol (Ideogramm, Bildmarke, Signet).
- Die Hausschrift(en) bezeichnet ein zur Unternehmensidentität passendes Schriftbild. Sie beinhaltet entsprechende Schriften für Fließtexte, Logo oder Auszeichnungen.
- Die Bildsprache umfasst die Auswahl aussagekräftiger Bilder, Symbole und Motive. Speziell ausgewählte Bilder werden als Schlüsselbilder (Key Visuals) bezeichnet.
- Ein Farbkonzept beschreibt eine Auswahl bestimmter Farben. Sie werden wiederkehrend im Logo, den Texten und anderen Gestaltungselementen wiederverwendet.

Idealerweise werden all diese Gestaltungsrichtlinien in einem Corporate-Design-Handbuch festgehalten, das allen – dem Unternehmen und seinen Dienstleistern – als Leitschnur für die Umsetzung des Corporate Designs dient.
Anwendung findet das Corporate Design bei allen Medien und Publikationen des Unternehmens.
- Briefpapiere, Visitenkarten und Stempel
- Flyer und Plakate
- Präsentationen
- Webseiten
- Social-Media-Kanäle
- Banner, Schilder und Fahnen
- Außenwerbung
- Merchandise-Artikel

## Geschichte
Als Erfinder des Corporate Designs gilt Peter Behrens, der zwischen 1907 und 1914 als künstlerischer Berater für die AEG zum ersten Mal ein einheitliches Unternehmens-Erscheinungsbild eingeführt hat.